# Nicolás Peñalver y López
Nicolás Peñalver y López (? - Madrid, 27 de gener de 1869) fou un jurista espanyol, acadèmic de la Reial Acadèmia de la Història.
De jove va escriure articles a la revista Observador Pintoresco, fundada l'abril de 1837. Durant dotze anys, entre el 1852 i finals de 1864, va ser president de l'Audiència Provincial de Barcelona. Durant el seu mandat es va distingir per la cura que en va tenir tant de l'arxiu com del patrimoni artístic de la institució. Amb Josep Puiggarí i Llobet va elaborar un manuscrit, A S.M. La Reina Ysabel Segunda al honrar con su augusta presencia el antiguo edificio del tribunal superior de Cataluña..., que van regalar a la reina Isabel II d'Espanya quan va visitar Barcelona en 1860.
El 7 de desembre de 1866 fou escollit acadèmic de la Reial Acadèmia de la Història per substituir Modesto Lafuente y Zamalloa. Va morir el 27 de gener de 1869.